# Pomnik gen. Elżbiety Zawackiej w Toruniu
Pomnik gen. Elżbiety Zawackiej w Toruniu – pomnik upamiętniający gen. Elżbietę Zawacką, kurierkę Komendy Głównej Armii Krajowej, jedyną kobietę cichociemną. Pomnik znajduje się przed siedzibą Fundacji Generał Elżbiety Zawackiej, przy ulicy Podmurnej 93 w Toruniu. Pomnik powstał z funduszy przekazanych m.in. przez: samorząd województwa kujawsko-pomorskiego, Muzeum II Wojny Światowej w Gdańsku, Muzeum Powstania Warszawskiego, Szkołę Podstawową nr 27 im. Elżbiety Zawackiej w Toruniu, Krajową Spółkę Cukrową, Spółdzielnię Mieszkaniową „Kopernik”. Wykonana z brązu rzeźba przedstawia 80-letnią gen. Zawacką, siedzącą wyprostowaną na fotelu. Ma na sobie kamizelkę, na której można zobaczyć odznakę spadochronową Armii Krajowej i miniaturki odznaczeń Orderu Orła Białego i Virtuti Militari. Cała rzeźba stoi na granitowym postumencie. Autorem rzeźby jest toruński rzeźbiarz Tadeusz Porębski. Pomnik odsłonięto 26 września 2014 roku, w ramach upamiętnienia 75. rocznicy utworzenia Polskiego Państwa Podziemnego.